# Tatra T2R

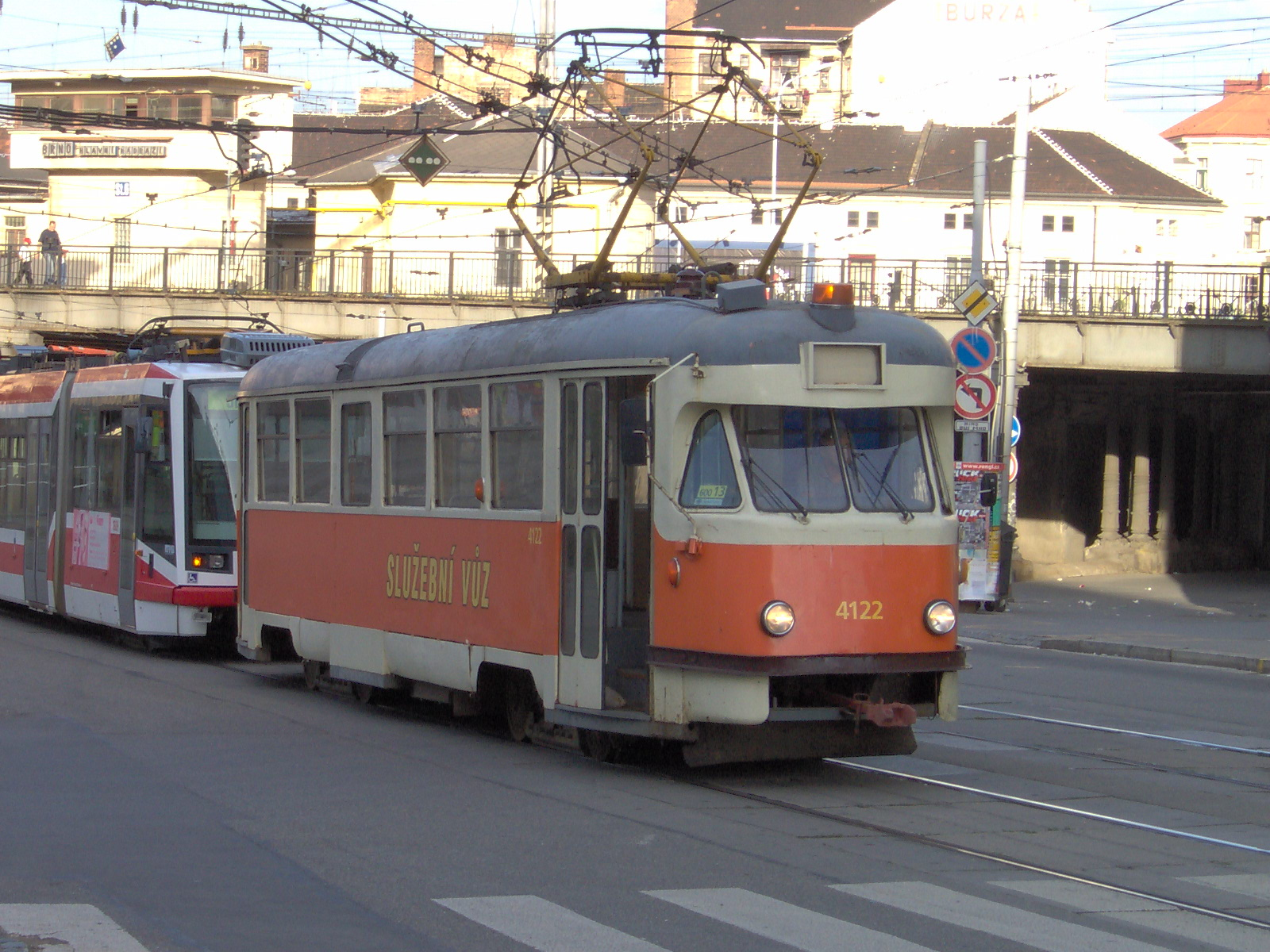
Brneński pojazd techniczny T2R ciągnący Škodę 03T.

Tatra T2R – tramwaj, który powstał w wyniku modernizacji czechosłowackiego tramwaju typu Tatra T2.

## Historia
Jednym z powodów modernizacji pojazdów T2 był niedostatek nowych tramwajów, innym powodem była chęć unifikacji z typem Tatra T3. Modernizacje przebiegały w latach 70. i 80. XX wieku, przedsiębiorstwa komunikacyjne samodzielnie modernizowały swoje tramwaje we własnych warsztatach (lub też zlecały przebudowę innemu przewoźnikowi). W ten sposób pojazdy po modernizacji eksploatowane były aż do końca lat 90.
W latach 1995 i 1996 Liberec odkupił z powodu niedostatku tramwajów osiem pojazdów z Ostrawy. Do 2018 w ruchu liniowym pozostawał ostatni skład 26+27, który w latach 2001-2006 przeszedł kompletny remont połączony z modernizacją (m.in. zamontowano system informacji pasażerskiej). Te dwa wagony Tatra T2 były ostatnimi na świecie pojazdami tego typu, które pozostawały w czynnej służbie. W listopadzie 2018 ich eksploatacja w Libercu została zakończona i sprzedano je do Pragi, gdzie kursują na linii historycznej 23. W Brnie, Libercu i Ostrawie tramwaje T2R wykorzystuje się jako techniczne.

## Modernizacja
Najważniejszą zmianą była wymiana elektrycznego wyposażenia na typ TR37, używany przez pojazdy T3. Modernizacji poddano także pudło tramwaju: zaślepiono przedni uchwyt na flagę, w miejsce jednego reflektora zamontowano dwa, zamontowano platformy ułatwiające wsiadanie osobom na wózkach.
| Państwo        | Miasto         | Typ            | Lata modernizacji | Liczba |       |
| -------------- | -------------- | -------------- | ----------------- | ------ | ----- |
| Czechosłowacja | Brno           | T2R            | 1976–1983         | 80     | [ 2 ] |
| Czechosłowacja | Ostrawa        | T2R            | 1985–1986         | 13     | [ 3 ] |
| Łączna liczba: | Łączna liczba: | Łączna liczba: | Łączna liczba:    | 93     |       |

## Wagony historyczne
| Pochodzenie       | Numer taborowy | Właściciel | Typ | Rok produkcji | Historyczny od roku | Uwagi                       |       |
| ----------------- | -------------- | ---------- | --- | ------------- | ------------------- | --------------------------- | ----- |
| Liberec (Ostrawa) | 17             | DP Liberec | T2R | 1961          | 2012                | wypożyczony dla Boveraclubu | [ 4 ] |
| Liberec (Ostrawa) | 133            | PMDP       | T2R | 1958          | 2007                | upodobniony do T2           | [ 5 ] |